# Michelsbach (Rhein)
Der Michelsbach ist ein Fließgewässer in der südpfälzischen Rheinniederung und der gemeinsame Vorfluter mehrerer aus dem Pfälzerwald kommender Bäche. Er entsteht bei Leimersheim im rheinland-pfälzischen Landkreis Germersheim, fließt, Geländestrukturen mehrerer Altrheine folgend, nach Norden und mündet nach gut 12 km Lauf als Sondernheimer Altrhein bei Sondernheim von links in den Rhein.

## Geographie

### Verlauf
Der Michelsbach hat seinen Ursprung auf 98 m Höhe bei Leimersheim als nordwestlicher Abfluss des Rhein-Altwassers Fischmal, das vom Otterbach als Zufluss gespeist wird. Bei Hochwasser kann über das Schöpfwerk Leimersheim Wasser vom Fischmal in den Leimersheimer Altrhein gepumpt werden. 
Noch in Leimersheim fließt von links der aus dem Pfälzerwald über Bad Bergzabern kommende und etwa gleich starke Erlenbach dem Michelsbach zu. Dieser wendet sich in einem nach Westen ausgreifenden Bogen nach Norden und nimmt in der Nähe von Kuhardt von links den Scheidbach auf. Zwei weitere Bögen, erst nach Osten und dann wiederum nach Westen, schließen sich an. In Hördt münden von links der Rottenbach und der Klingbach. Letzterer kommt über Klingenmünster und Herxheim ebenfalls aus dem Pfälzerwald und ist bezüglich der Wasserführung dem Erlenbach vergleichbar.
Ab Hördt fließt der Michelsbach im westlichen Bereich des Naturschutzgebiets Hördter Rheinaue nach Norden. Am Gänskopf münden die linken Zuflüsse Altgraben und Spiegelbach. Innerhalb des alten Rheinmäanders liegt der Baggersee Gänskopf, den der Michelsbach, nach Osten abbiegend, südlich umgeht. Anschließend weitet sich der Michelsbach zum Sondernheimer Altrhein auf und mündet südlich von Sondernheim auf 96 m Höhe von links in den Rhein.
Vor der Mündung passiert das Gewässer ein Siel im Rheinhauptdeich, das bei hohen Rheinwasserständen schließt. Bei geschlossenen Siel wird die Vorflut durch das Schöpfwerk Sondernheim Süd sichergestellt, das 1925 erbaut und 1957 von drei auf sechs Pumpen erweitert wurde. Nach Angaben von 2018 können die sechs Pumpen des Schöpfwerks zusammen 12,5 m³/s bei einer Förderhöhe von 3,5 m oder 18,8 m³/s bei einer Förderhöhe von 1,0 m bewältigen.

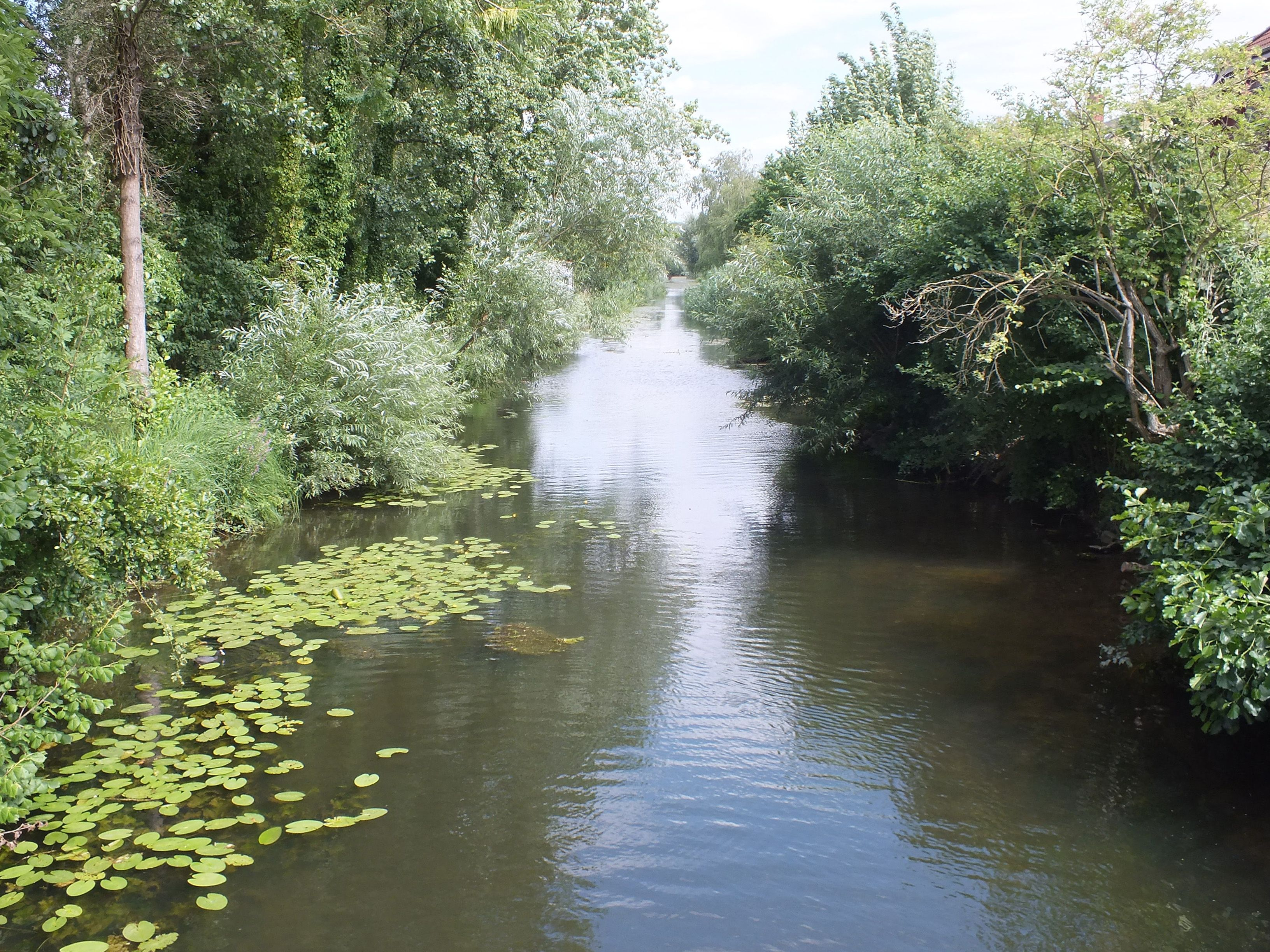
Michelsbach in Leimersheim
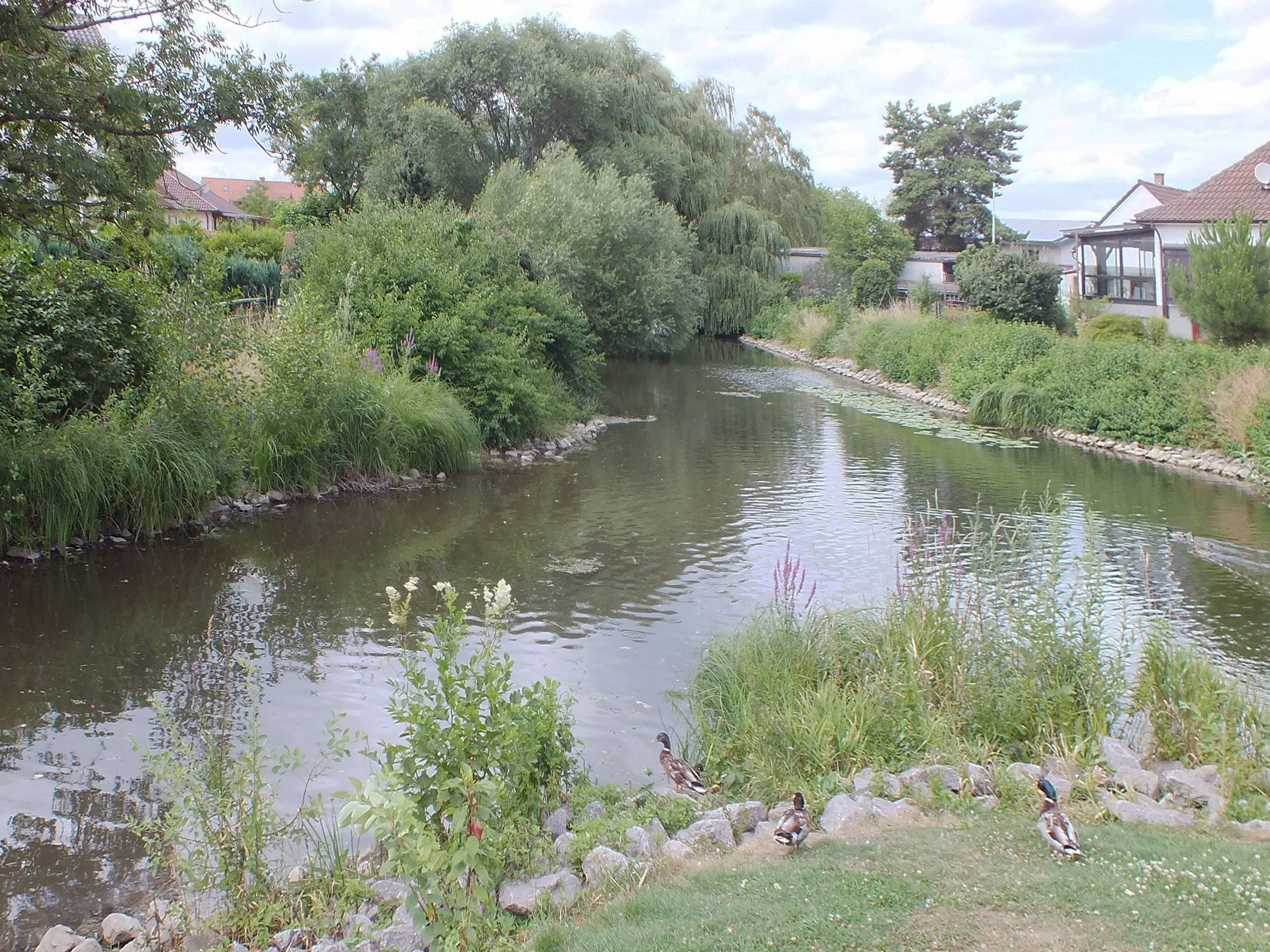
Mündung des Erlenbachs (links)
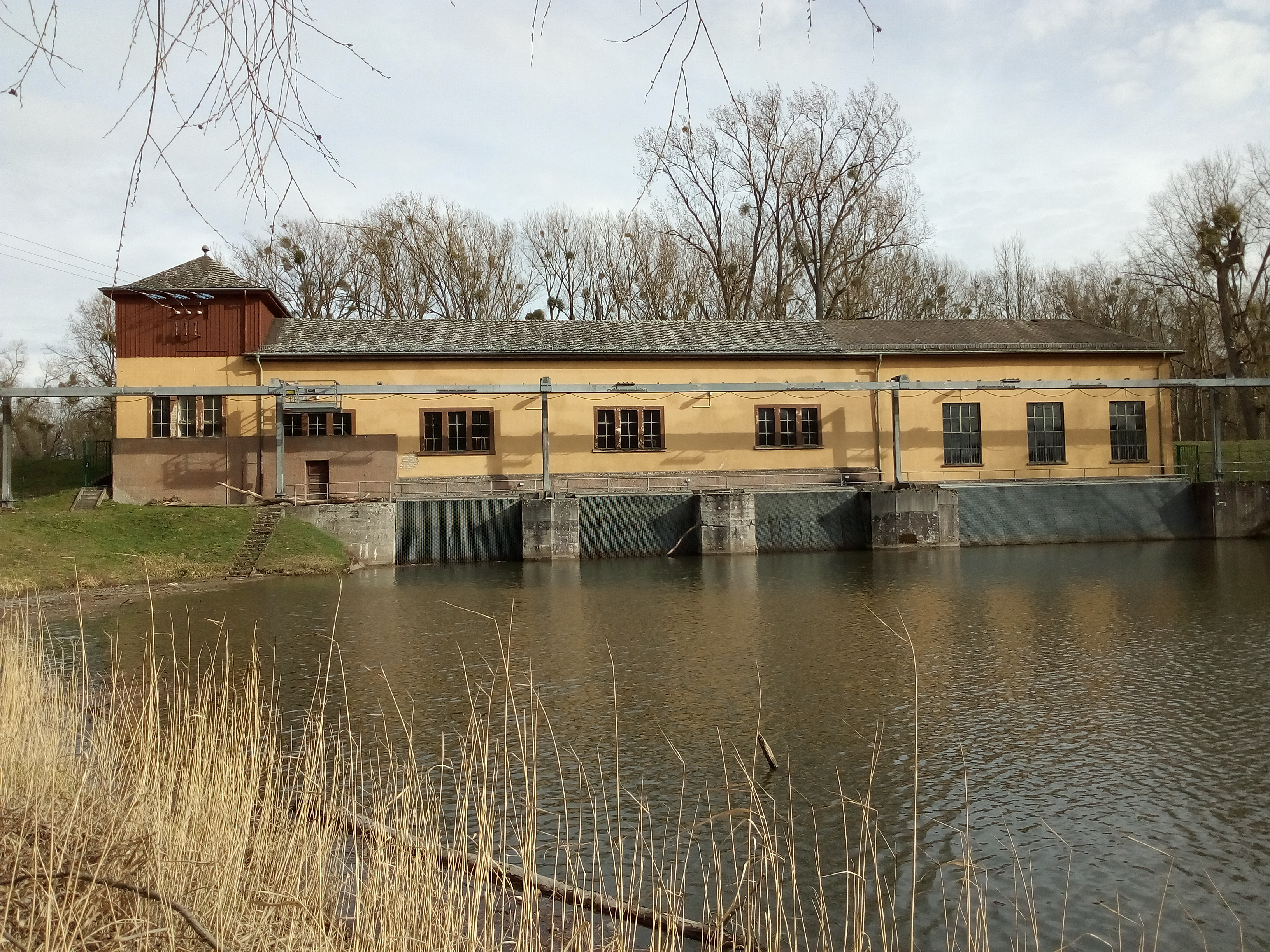
Schöpfwerk Sondernheim Süd

### Zuflüsse
- Otterbach[4]  (Oberlauf), 42,2 km, 119,16 km²
- Erlenbach (links), 34,3 km, 108,76 km²
- Scheidbach (links), 9,3 km, 7,93 km²
- Rottenbach (links), 10,6 km, 14,92 km²
- Klingbach (links), 37,1 km, 135,90 km²
- Altgraben (links), 2,4 km, 1,74 km²
- Spiegelbach (links), 9,9 km, 50,82 km²

## Flussgeschichte

Rheinlauf und Michelsbach
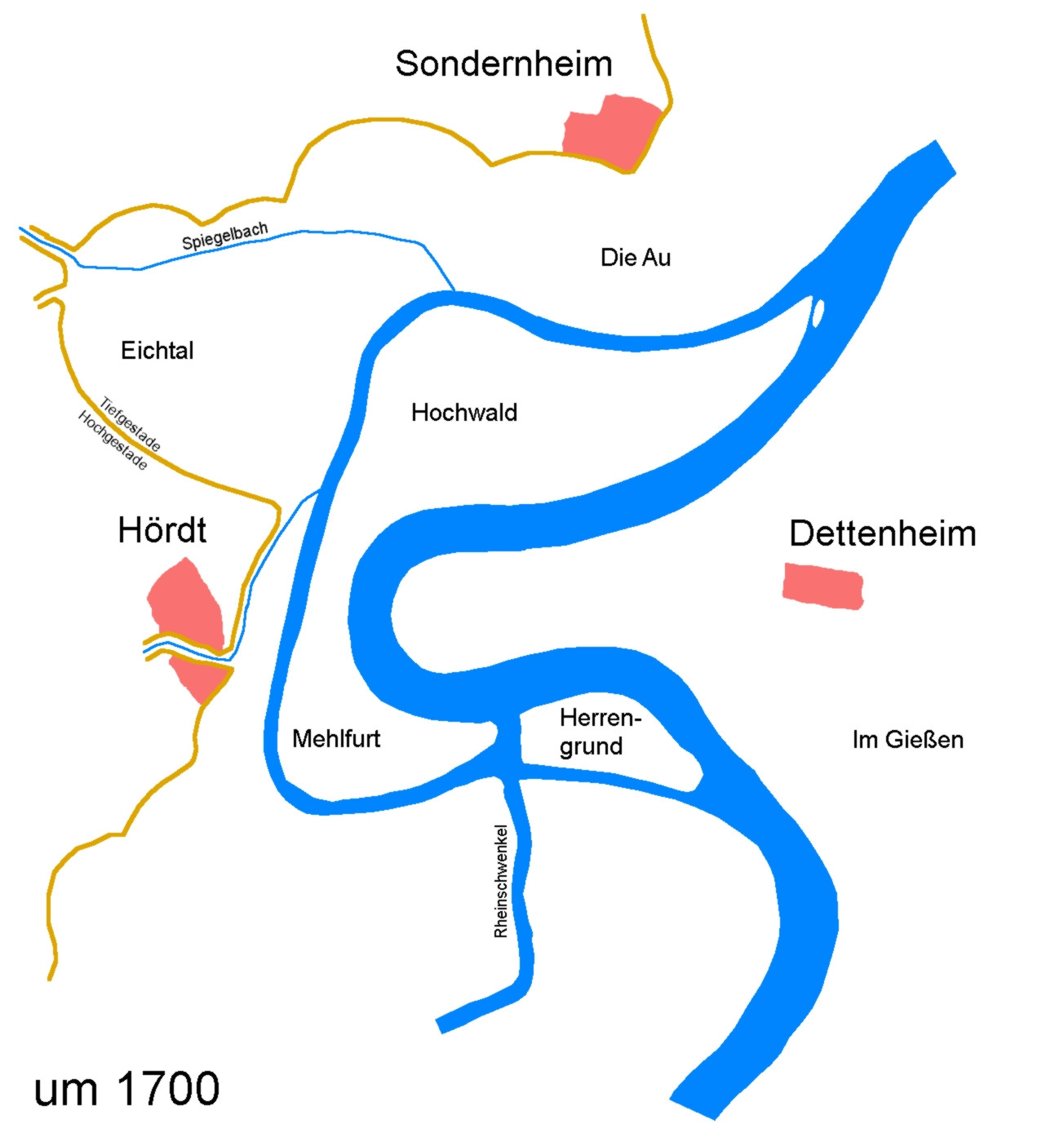
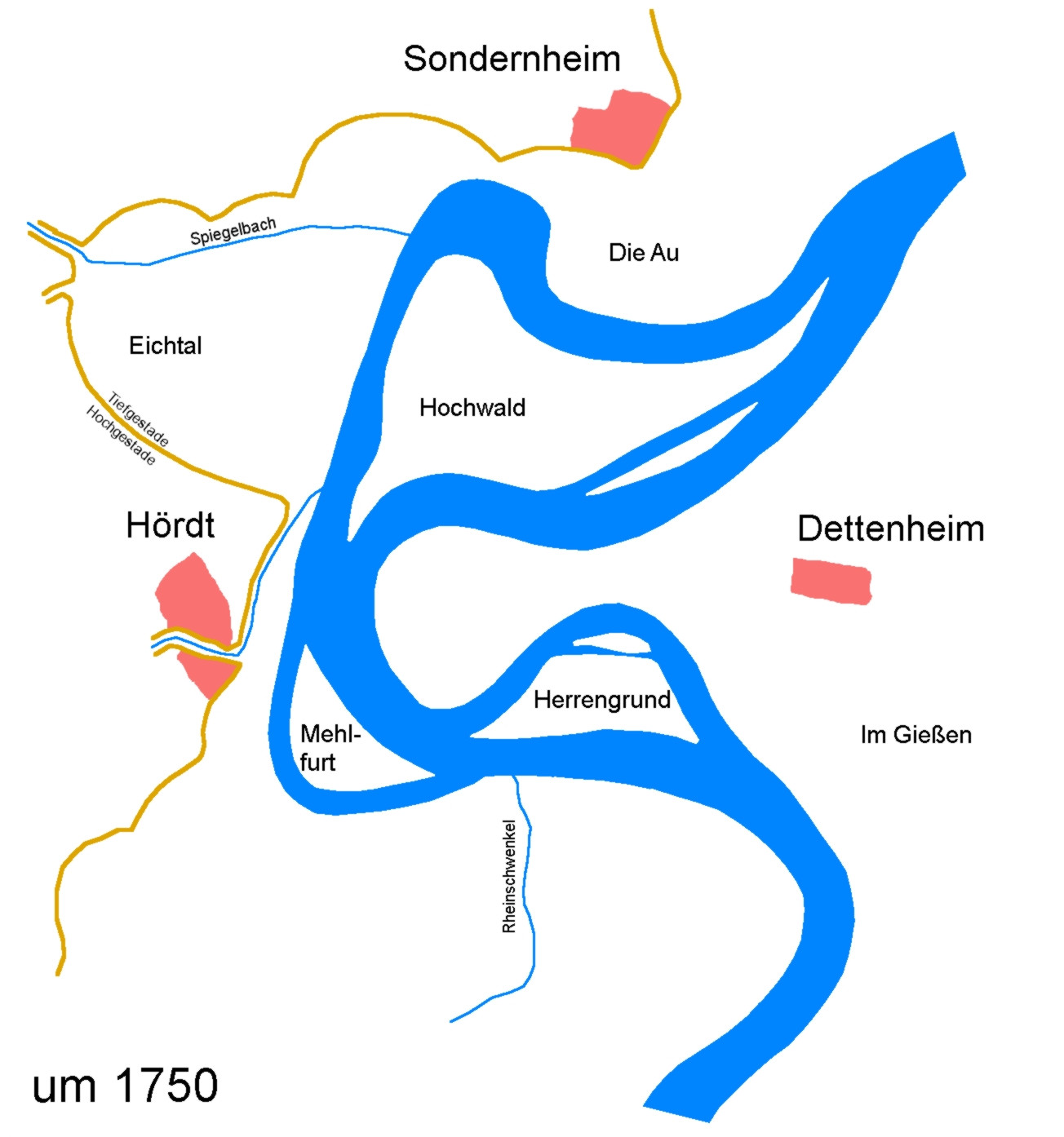
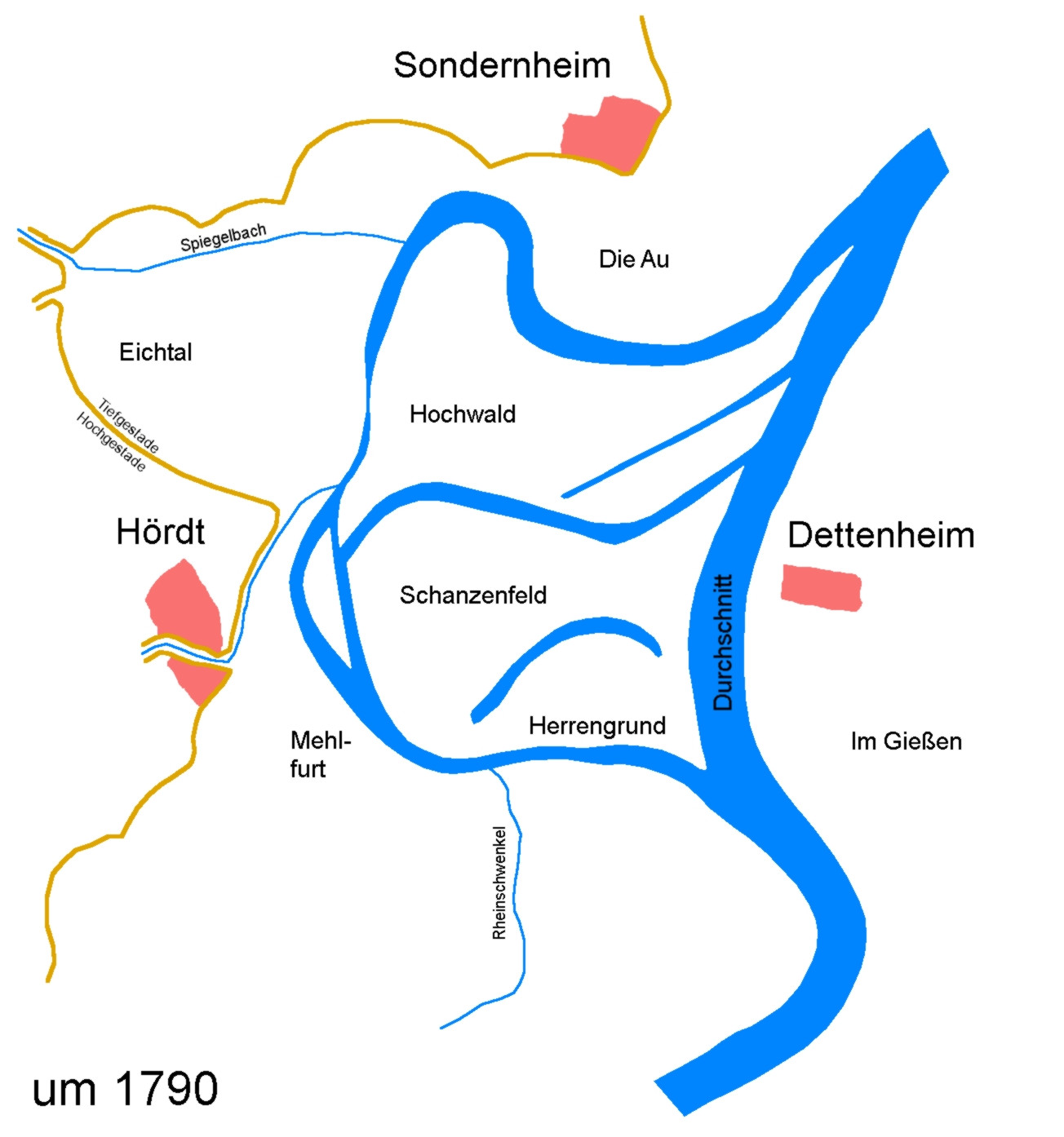
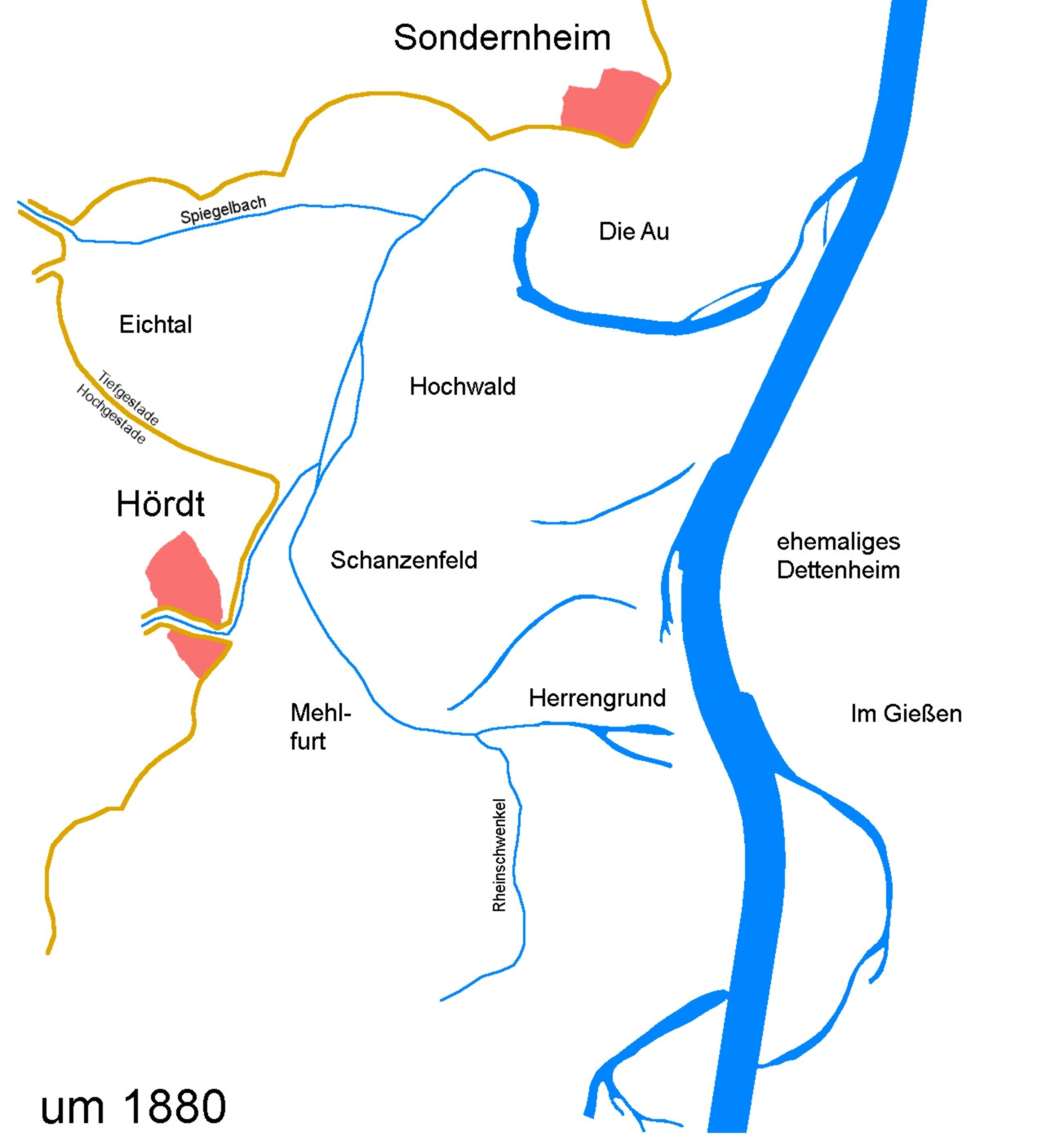

Zwischen Leimersheim und Hördt nutzt der Michelsbach ein altes Flussbett, in dem der Rhein um 1600 floss. Nach 1600 verlagerte sich der Rheinlauf nach Osten. Um 1700 war so östlich von Hördt ein ausgeprägter Mäander entstanden, der das Gewann Schanzenfeld umrundete. Um 1730 brach der Rhein bei Hördt wieder in den Altlauf von 1600 ein. Dieser wurde so nördlich von Hördt zu einem Nebenarm des Rheins, der bis zu einem Drittel des Gesamtdurchflusses aufnahm. Der Nebenarm verlagerte sich um 1,5 Kilometer nach Norden, wobei der markante Mäander am Gänskopf südwestlich von Sondernheim (heute zu Germersheim) entstand.
Da der neue Rheinlauf als Bedrohung von Hördt und Sondernheim angesehen wurde, wurde ein Durchstich westlich der heute aufgegebenen, rechtsseits des Hauptrheinastes gelegenen Ortschaft Dettenheim gebaut. Zwischen 1756 und 1763 legte man einen Leitgraben an, den der Rhein in den folgenden Jahren zum vollen Flussbett erweiterte. Dadurch wurden sowohl der Rhein-Mäander bei Hördt wie auch der Nebenarm beim Gänskopf zu Altrheinen. Ungefähr auf der Trasse des letzteren fließt der Michelsbach heute nördlich von Hördt.

## Tourismus
Das geringe Gefälle von nur 2 m auf 12 km, was 0,16 ‰ entspricht, lässt den Michelsbach nur sehr langsam fließen. Deshalb bietet er sich für Fahrten mit Kanu oder Kanadier an. Allerdings verzweigt sich das Gewässer auf dem Weg nach Norden mehrfach und einige der Teilungsäste enden blind.